# 銭村健次
銭村 健次（ぜにむら けんじ、1925年 - 2002年）は、アメリカ合衆国ハワイ準州（Territory of Hawaii）ホノルル生まれ、広島県出身の元サッカー選手（FW）。慶應義塾大学経済学部卒業。

## 来歴

### 幼少期
父は広島出身の日系人で「日系人野球の父」と呼ばれた銭村健一郎。3人兄弟の長男で、2人の実弟はプロ野球選手として広島カープに在籍した銭村健三と銭村健四。健一郎自身が"一郎"なので、長男に"健次"、二男に"健三"、三男に"健四"と付けた。
父・健一郎がカリフォルニア州フレズノにあった「フレスノ・アスレチッククラブ（フレスノ野球団）」でプレーしていた時、健一郎の両親から「初孫だからホノルルに来て産め」と言われハワイに戻って健次が生まれる。 ただ、健一郎の両親は初孫の健次を溺愛して離そうとしなかった。健一郎は野球の夢を追いかけていたため、仕方がなく健一郎夫婦は健次が生後4ヶ月の時にフレズノに戻り、健次はホノルルの祖父母に育てられた。まだ乳児の息子と離ればなれになった健次の母は、時折健次の名を出して泣いていたという。

### 日本へ
7歳のとき、小学校入学に合わせて祖父母とともに広島に帰国（帰国年は1932年頃と考えられる）、広島市立千田尋常高等小学校（現・広島市立千田小学校）へ入学する。当時、成功した日系人は「子供の教育は日本で受けさせ、卒業したら帰ってきてもらう」いわゆる帰米二世の道をとった。このため健次は英語はほとんど喋れなかったという。
明治大学硬式野球部の名選手として活躍した従兄弟・銭村辰巳の勧めで旧制広島修道中学（現・修道中学校・高等学校）に進学した。健次だけは野球をやらず、サッカーをして修道中時代の1940年第22回全国中等学校蹴球選手権大会（現・全国高等学校サッカー選手権大会）に出場している。なお、当時修道中には野球部はなかった。
卒業後は慶應義塾大学予科に進み、慶應義塾体育会ソッカー部でプレーした。在学中の1943年12月、ヒラリバー日系人収容所に入れられていた父・母・弟2人の銭村一家の帰国を外務大臣の重光葵に懇願する文書を送っている。この中で「財産（動・不動産）父母ニ確カニ渡シテ出陣シタク此段願上ゲ候」と記している。
1944年、大日本帝国海軍に志願。海軍航空隊予備生徒となり、三重、横須賀、佐世保海軍航空隊と任地を移動し、本土防衛のため待機中終戦を迎えた。弟である健三が健次から聞いた話によると、当時上官に殴られて鼓膜が破れた、飛行艇が被弾し同乗者が死亡した、という。
広島原爆投下の日には佐世保にいた。もし航空隊に志願していなければ、学徒出陣などで徴兵されて陸軍第5師団に入隊し、広島で原爆投下に遭っていた可能性が高く、修道中学の同級生は原爆で大勢死んだ。戦後帰郷した健次はショックを受けたという。育ての親である祖父母については、祖母は戦前に他界、祖父は広島からハワイに戻っていたため無事だった。

### 戦後
終戦後の1945年12月に慶應義塾大学に復学し、ソッカー部では主将も務め同郷の重松良典を慶應に勧誘している。健一郎に野球のコーチを受けた二世の進駐軍の兵隊が何人もジープで三田の慶應キャンパスへやって来て「ケンジ・セニムラはどうしているか」と聞いてきた。健次の無事を喜んだ健一郎は、物が無くて困っているだろうと、ライターの石を進駐軍の教え子に託して送ってくれた。戦後すぐの時点でライターは貴重品、闇市で売って学費や食べ物に変えた。
1948年大学を卒業後、東洋工業（現・マツダ）へ入社、東洋工業蹴球部（現・サンフレッチェ広島）に所属する。1951年全広島の一員としてスウェーデンのプロチーム・ヘルシンボリIFと対戦した。この全広島は渡部英麿、福原黎三、下村幸男らに、小畑実ら東洋工業の選手も参加した強力チームだった。
一方、東洋工業では右インサイドFWとして下村、重松、樽谷恵三らと活躍。1954年には実業団チームとして初めて天皇杯決勝に進出した。母校の慶應BRBとの決勝は、第4延長までもつれ疲労のために銭村が倒れるという、日本サッカー史に残る死闘を演じるも敗れた（3-5）。翌1955年には全日本実業団でも初の決勝進出。田辺製薬に0-2と敗れ準優勝に終わった。翌1956年には田辺製薬の7連覇を阻み初優勝、主将としてチームに初の全国タイトルをもたらした。

### 再会
終戦後、弟の健三・健四は揃ってアメリカ兵として兵役に就き、うち健四のみ1950年朝鮮戦争に参加したものの黄疸の症状が現れたため治療のため京都の病院に入院した。そこに当時東洋工業に勤めていた健次が駆けつけた。ハワイの祖父母宅にいた頃、生後8ヶ月で会って以来、23年ぶりに対面したという。英語が喋れない健次と、日本語が喋れない健四は、通訳を介して再会を喜んだ。
1953年、弟の健三・健四がカープに入団した時、段原の健次の家で3兄弟は人生で初めて一緒に暮らしはじめる。健三の証言によると弟たちの身の回りの世話を何から何まで行っていた優しい兄だったという。健三は結局2ヶ月でアメリカへ帰るが、カープの主力となった健四と同居を続け、アメリカから呼び寄せた健四の妻とも一緒に暮らしていた。広島に訪れた母と再会したのもこの頃である。ただ、父・健一郎とは戦後再会まで再開を果たせなかった（銭村健一郎を参照）。
サッカー選手引退後も定年までマツダに勤務した。母とは連絡を取り続け、定年退職後には渡米していた。
2002年、76歳で死去。